# Sark

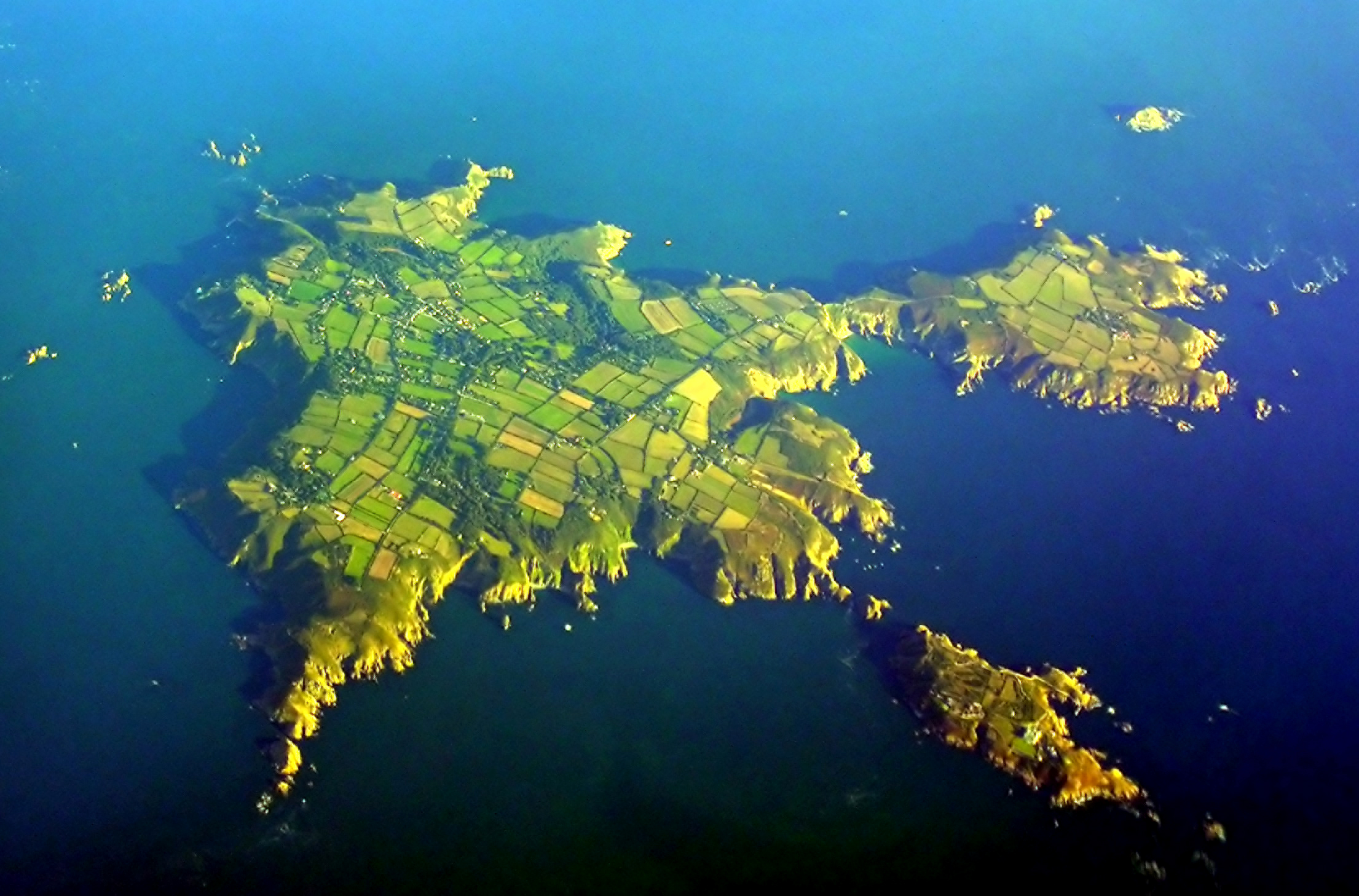
Sark z lotu ptaka

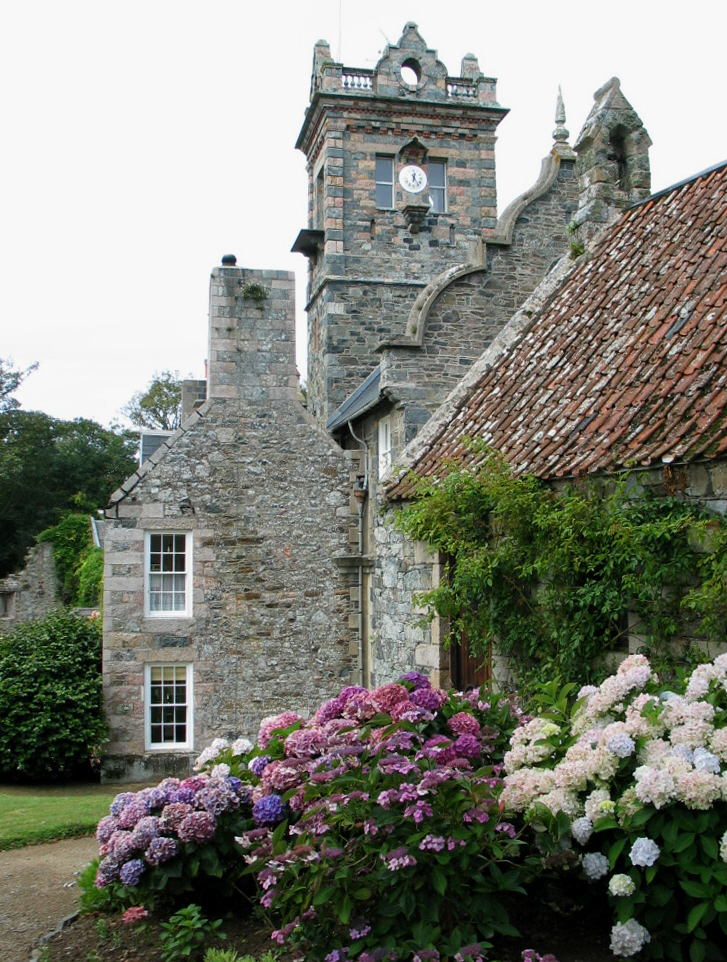
Rezydencja seniora Sarku

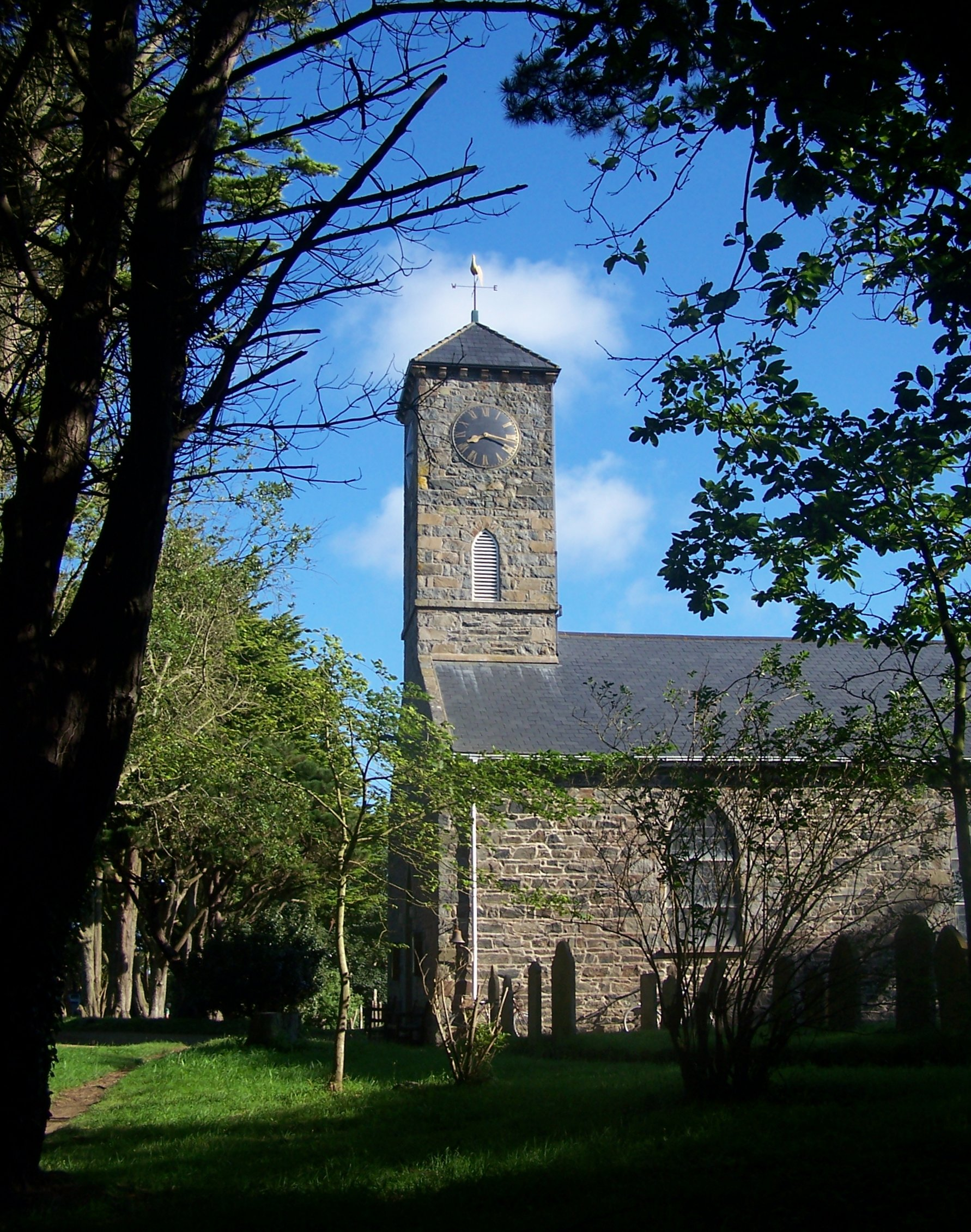
Anglikański kościół św. Piotra na Sarku

Sark (ang. Sark, Isle of Sark, fr. Sercq, serc. Sèr) – czwarta co do wielkości wyspa należąca do archipelagu Wysp Normandzkich, dependencja i administracyjnie część Baliwatu Guernsey (który sam jest z kolei dependencją Korony Brytyjskiej). De facto feudalna monarchia dziedziczna pod władzą seniora, uznająca zwierzchność króla Anglii (lenno). Nie jest częścią Zjednoczonego Królestwa.

## Charakterystyka
Wyspa Sark jest położona na kanale La Manche 32 km od wybrzeża Normandii, 22 km od wyspy Jersey i 10 km od wyspy Guernsey. Jej powierzchnia wynosi 5,5 km².
Wyspę zamieszkuje ok. 620 mieszkańców (2008), z których mniej niż 20 używało w 1998 roku języka sercquiais. W powszechnym użyciu jest język angielski.
Na Sarku obowiązuje system feudalny oparty na dzierżawie ziemi przez 40 panów feudalnych (Tenants) od właściciela wyspy, którym jest dziedziczny władca noszący oficjalny tytuł Wielkiego Suwerennego Pana Sarku (Seigneur). Senior Sarku jest jednocześnie wasalem króla Anglii, któremu corocznie składa daninę w wysokości 1,79 funta szterlinga (1/20 uposażenia rycerza w XVI wieku) i poddanym baliwa Guernsey, którego uznaje za zwierzchnika administracyjnego.
Na Sarku obowiązuje system walutowy Baliwatu Guernsey. Nie działa tu jednak system fiskalny Baliwatu Guernsey, gdyż na wyspie obowiązuje system danin feudalnych. Nie istnieje podatek od dochodu, ale od kapitału, który pobierany jest raz do roku i służy celom socjalnym.
Brak ubezpieczeń społecznych sprawia, że usługi medyczne są płatne; wizyta u lekarza kosztuje około 40 funtów. 
Budynki mieszkalne na wyspie są dziedziczne, stare kamienne budynki są modernizowane, np. wyposażane w instalacje elektryczne i wodne. 
Na wyspie zwyczajem jest niezamykanie domostw czy też wystawianie towarów rolniczych wraz z ceną i skarbonką. Każdy kupujący waży towar, a należność wrzuca do skarbonki.
Na Sarku obowiązuje zakaz poruszania się samochodami, nie można również używać śmigłowców oraz dronów (oba zakazy są łamane na wyspie Brecqhou). Jako środek transportu wykorzystywane są zaprzęgi konne i rowery, a jedynymi pojazdami mechanicznymi z silnikiem dopuszczonymi do ruchu są ciągniki rolnicze wykorzystywane w pracach polowych oraz jako karetka pogotowia. Największe dochody mieszkańcy wyspy czerpią z turystyki i operacji finansowych.
Ceny prądu na wyspie są wysokie, brak ulicznych latarni i neonów. Sark należy do rezerwatu ciemnego nieba nocą. Na wyspie nie ma stacji paliw, a ciągniki tankowane są z beczek. 
Ponieważ wyspy nie są samowystarczalne, raz w tygodniu do portu przybywa statek z zaopatrzeniem. 
Pod Sark podlega de iure kilka skalistych bezludnych wysepek oraz wyspa Brecqhou, której status prawny jest od 1993 nieuregulowany, gdyż posiadacze terytorium, bracia Barclay, nie chcą uznawać zwierzchności seniora Sarku i nie przestrzegają prawa obowiązującego na Sarku. Wyspa ta została nabyta przez nowych właścicieli za 2,33 miliona funtów.
Na wyspie istnieje średniowieczny zwyczaj Clameur de Haro, który pozwala obywatelowi na zwołanie sądu do rozpatrzenia sprawy w sytuacji, gdy uważa on, że jego prawa zostały naruszone. Osoba oskarżona powinna wówczas zaprzestać czynności, o które została posądzona, do czasu rozpatrzenia sprawy przez sąd. Wymagana jest specjalna procedura zgłoszenia Clameur de Haro, a ostatni raz zastosowano ją na wyspie w sierpniu 2021 roku, choć została ona wycofana w październiku tegoż roku. Zwykle Clameur de Haro dotyczy na Sarku granic sąsiedzkich gruntów

## Historia
Pierwsze pisane wzmianki o wyspie pochodzą z czasów Cesarstwa Rzymskiego. Była wtedy znana pod łacińską nazwą Sargia. W 565 roku na Sarku osiedlili się mnisi, którzy założyli klasztor istniejący do XIV wieku. W 933 roku wyspa została nadana przez króla Francji Normanom i weszła w skład posiadłości Wilhelma I „Długiego Miecza” Normandzkiego. W 1100 roku Sark został zdobyty przez francuski ród Reviers-de-Vernon. W 1218 roku wyspa została zdobyta przez Anglików.
W XIV wieku Sark nawiedziła epidemia ospy, która zdziesiątkowała mieszkającą na wyspie ludność. W XV wieku Sark był bezludny i stanowił przystań dla pirackich statków. Wyspę ponownie zasiedlono w 1563 roku z inicjatywy rodu de Cartret. W 1565 roku suwereni wyspy stali się wasalami królowej Anglii, Elżbiety I. Wtedy też ustalono panujące do dziś zasady systemu feudalnego. W 1579 roku powołano parlament Chief Pleas, w którym zasiadają dożywotnio głowy 40 rodzin mieszkających na Sarku. W 1582 roku bailiff Guernsey wymusił na suwerenach Sarku uznanie częściowego poddaństwa wyspy od Baliwatu Guernsey.
W XVII wieku podczas wojny domowej w Anglii wyspa Sark opowiedziała się za rządami parlamentu angielskiego. W 1720 roku lord John Cartret sprzedał Sark Johnowi Johnsonowi. Od tego czasu jeszcze kilkakrotnie wyspa zmieniała swoich właścicieli. W XVIII wieku na wyspie pojawili się misjonarze metodyści.
Pod koniec XVIII wieku pod wpływem wydarzeń Rewolucji Francuskiej na Sarku doszło do krótkotrwałego powstania ludowego przeciwko władzy feudalnej.
W latach 1833–1847 na wyspie działała kopalnia miedzi i srebra. W 1922 roku doszło do reformy parlamentarnej, w wyniku której zwiększono liczbę członków izby o 12 deputowanych wyłanianych w wyborach powszechnych na trzyletnią kadencję. Nie zmieniło to jednak niedemokratycznego charakteru Chief Pleas.
W okresie II wojny światowej (3.07.1940 – 8.05.1945) wyspa była okupowana przez wojska niemieckie.

## Proces demokratyzacji
Po zakupie wyspy Brecqhou przez bliźniaków Barclay (Davida i Fredericka), głównych właścicieli The Daily Telegraph, rozpoczęło się większe zainteresowanie wyspą ze strony zarówno turystów, jak i władzy sądowniczej Wielkiej Brytanii. Wynikało ono m.in. z częstego krytykowania systemu władzy na wyspie przez brytyjskie gazety. Przeciwnicy braci Barclay twierdzą, iż akcja prasowa wynikała wyłącznie z niezgody braci na dopełnienie średniowiecznych zwyczajów wyspy związanych z nabyciem ziemi – nie chcieli zapłacić seniorowi 1/13 sumy, za którą nabyli wyspę, jako trybutu (fr. Treizième) oraz złożyć mu przysięgi na wierność. Bracia chcieli również uzyskać możliwość podziału majątku, w drodze spadku, pomiędzy swoje dzieci (również córki), co było niezgodne z prawem Sarku.
W wyniku szerszego zainteresowania wyspą i presji władz brytyjskich na zmiany ustrojowe, 4 lipca 2007 roku Sark rozpoczął proces dostosowywania swojego prawa do wymogów Europejskiej Konwencji Praw Człowieka. Nieoficjalny sondaż z lutego 2006, w którym udział wzięło tylko 165 uprawnionych, wykazał znaczne podziały wśród mieszkańców wyspy w sprawie demokratyzacji systemu wyborczego – tylko 88 osób opowiedziało się za pełną demokratyzacją. 6 września 2006 roku zakończył się kolejny sondaż (telefoniczny i pocztowy) wśród obywateli Sarku, w którym 56% z nich (przy frekwencji 89,5%) opowiedziało się za radykalnymi zmianami ustrojowymi. Reforma legislatury wyspy miała potrwać do 2009 roku. 16 stycznia (zmiany częściowe) i 21 lutego (radykalne zmiany) 2008 roku parlament Sarku (Chief Pleas) zaaprobował zmiany prawne, które wprowadzają 30-osobowy parlament, którego 28 członków ma być wybieranych w wyborach powszechnych. 9 kwietnia Tajna Rada Wielkiej Brytanii zaakceptowała reformy. 10 grudnia 2008 roku odbyły się pierwsze demokratyczne wybory, a nowy parlament miał zebrać się 21 stycznia 2009 roku. Wybory wygrała frakcja konserwatywna, związana z seniorem wyspy. Reformy zniosły również trybut, wprowadzając zamiast niego roczny podatek płacony seniorowi.
W związku z procesem demokratyzacji wyspy bracia Barclay zapowiedzieli wzrost swoich (i tak już dużych) inwestycji na wyspie do poziomu 5 mln funtów rocznie, jeśli proces demokratyzacji będzie postępował.